# Ehsan Fatahian
Ehsan Fatahian (Kermanshah, 1982 – Sanandaj, 11 novembre 2009) è stato un attivista iraniano, ucciso dalle autorità iraniane per la sua appartenenza all'organizzazione di sinistra Partito Komala del Kurdistan iraniano.

## Biografia
Fattahian era stato arrestato il 20 luglio 2008 a Kamyaran e accusato di "lavorare con gruppi di opposizione armati."
Sentenziato dal tribunale rivoluzionario di Sanandaj, l'intero processo si svolse a porte chiuse e senza una giuria indipendente.
Negato della presenza di un avvocato, Fatahian ha respinto tutte le accuse contro di lui.

Condannato a 10 anni di carcere ed esiliato a Ramhormoz, nel gennaio 2009 la Corte d'Appello ribalta il verdetto iniziale: condanna a morte Fattahian con l'accusa di Moharebeh (inimicizia verso Dio).
Viene giustiziato alle prime ore del mattino di mercoledì 11 novembre 2009. Amnesty International espresse la sua condanna verso l'esecuzione.
Queste le sue parole in una lettera scritta quando era imprigionato a Sanandaj: «Non voglio parlare della morte; vorrei porre domande sulle ragioni dietro essa. Oggi, quando la punizione è la risposta per coloro che cercano libertà e giustizia, come può uno temere la propria sorte? Quelli di “noi” che sono stati condannati a morte da “loro” sono colpevoli solamente di cercare una strada per un mondo più giusto e migliore. E “loro”, sono consapevoli dei propri gesti?».